# كيسي وود
كيسي وود (بالإنجليزية: Casey Wood)‏ هي منافسة ألعاب القوى أسترالية، ولدت في 24 فبراير 1989.

## وصلات خارجية
- كيسي وود على موقع الاتحاد الدولي لألعاب القوى (الإنجليزية)
- كيسي وود على موقع النتائج التاريخية لألعاب القوى الأسترالية (الإنجليزية)